# Trachyneta
Trachyneta Holm, 1968 è un genere di ragni appartenente alla famiglia Linyphiidae.

## Distribuzione
Le due specie oggi note di questo genere sono state rinvenute in Africa centrale: la T. extensa è un endemismo del Congo e la T. jocquei del Malawi

## Tassonomia
Dal 2004 non sono stati esaminati esemplari di questo genere.
A dicembre 2012, si compone di due specie:
- Trachyneta extensa Holm, 1968[3] — Congo
- Trachyneta jocquei Merrett, 2004 — Malawi